# 나르시시즘의 문화
나르시시즘의 문화(The Culture of Narcissism in an age of Diminishing Expectations)는 문화 역사학자인 크리스토퍼 라쉬가 쓴 책으로 20세기 미국 문화안에 있는 병리학적 나르시시즘을 일반화하는 원천과 분석을 연구하였다.   라쉬는 이 책으로 1980년도 미국의 국내 서적상을 받았다.

## 요약
라쉬는 제2차 세계 대전이후부터 전후의 미국은 "병리학적인 나르시시즘"의 임상적 정의와 일치하는 인성 형태를 산출하였다고 제안한다.  이 병리학은 일상의 나르시시즘과는 달리, 나르시시즘적인 인격 장애를 임상적으로 진단한 것이다.  라쉬에게는 병리학이 정상의 고양된 버젼을 나타내고 있다.  그는 인성적 장애의 증상이 1960년대의 급진적 정치 운동과 1970년대의 영성 컬트운동에 드러났다고 보았다.

## 반응
이런 문화에 대한 반응으로 미국의 가족의 해체가 한 세기동안 일어났다고 보았다.  라쉬는 그의 책이 베스트셀러가 된 뒤, 지미 카터 대통령에게 달려가서 1979년 7월 15일의 연설에 '확신의 위기'에 대하여 넣도록 조언하였다.